# Sonata para piano n.° 9 (Skriabin)

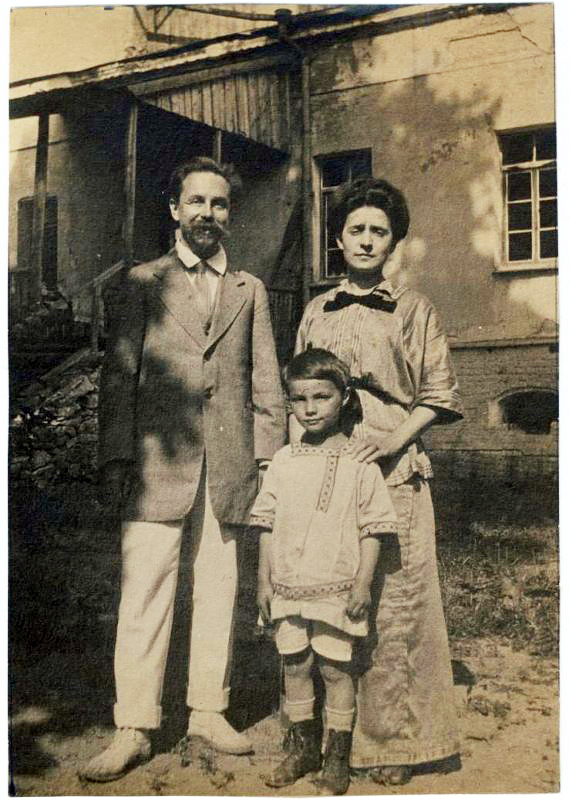
Skriabin, Julian y T.F.Schlezer en 1913 en Petrovskoe

La Sonata para piano n.º 9 Op. 68, en un solo movimiento, del compositor y pianista ruso Aleksandr Skriabin (1872-1915) fue compuesta entre 1911 y 1913 y a menudo se la conoce como la Sonata "Misa negra".

## Composición
En los años 1911 a 1913, cuando Skriabin escribió sus últimas cinco sonatas para piano (es decir, las números 6 a 10, todas obras de un solo movimiento), se ocupó intensamente de los escritos teosóficos y planeó una obra de arte total, conocida como "misterio", en el que la música, la poesía, la danza, la luz, el color, los aromas y la arquitectura deben fluir juntos y llevar a la humanidad a un nivel superior de conciencia. Las últimas sonatas para piano del compositor, fallecido en 1915, también fueron concebidas como bocetos para el espectáculo "Mysterium".
El trabajo preparatorio para la Sonata n.º 9 comenzó en el otoño de 1911, pero la composición no se completó hasta el verano de 1913. En el mismo año fue publicada por la editorial de Moscú Jurgenson. El mismo Skriabin tocó la sonata por primera vez el 30 de septiembre de 1913 en Moscú en el Gran Salón de la Asamblea de Nobles.

## Características
La Sonata para piano n.º 9 de Skriabin tiene un tiempo de ejecución de entre 8 y 10 minutos. Se conoce de "Misa negra" a diferencia del nombre "Misa blanca" con que es conocida la Sonata para piano n.º 7, del propio compositor, estrenada por su amigo pianista Alexej Podgajetski en 1911. Se refiere al estado de ánimo siniestro, que evoca la esfera del mal, que pretendía el propio Skriabin, como lo dejan claro las declaraciones y las marcas de ejecución directa. Según Leonid Sabaneev, Skriabin dijo: “En la novena sonata entré en un contacto más profundo que nunca con lo satánico […]. 
La obra lleva la marca de tempo inicial "Moderato quasi Andante" y tiene las partes típicas de la forma sonata:
- Exposición (compases 1 a 68)
- Desarrollo (compases 69 a 154)
- Repetición (compases 155 a 209)
- Coda (compases 210 a 216)

Al principio hay un motivo de dos partes con una parte superior cromáticamente descendente, que se describe como "légendaire". El segundo motivo del tema principal, "mystérieusement murmuré" ("murmurando misteriosamente"), aparece en el compás 7 y Skriabin lo describió más tarde como el "tema de la muerte que se arrastra". Ambos motivos se remontan a variantes alteradas del acorde místico que usa con frecuencia Skriabin en sus últimas obras. El tema secundario de ocho compases (compases 35 a 42) se llama "avec une langueur naissante" ("con anhelo creciente"). Este lleva a la parte final de la sonata en una forma transformada con "rasgos de malicia y conduce la música al final a través de una marcha marcial" (compás 179: "Alla marcia"). La esfera ominosa también se enfatiza en el desarrollo, que se caracteriza por un aumento en el tempo, a través de marcas de interpretación inusuales, como en el compás 97: "avec une douceur de plus en plus caressante et empoissonée" ("con cada vez más tierna y envenenada dulzura"). La recapitulación acelera aún más el tempo hasta el aumento final del compás 199 "[...] como un grito en el que el espectro desaparece repentinamente en profundidades insustanciales". Una breve coda remata la obra repitiendo los primeros y silenciosos compases de la exposición.